# Maverick Vinales
Maverick Viñales Ruiz (sinh ngày 12/01/1995) là một tay đua MotoGP người Tây Ban Nha. Vinales từng vô địch thể thức Moto3 năm 2013. Đầu mùa giải MotoGP 2021 Vinales thi đấu cho đội đua Yamaha, đến cuối mùa giải anh chuyển sang đội Aprilia Gresini.

## Sự nghiệp
Từ mùa giải 2011-2013: Vinales thi đấu thể thức Moto3 với số xe 25. Anh thuộc nhóm những tay đua trẻ xuất sắc nhất ở những mùa giải này. Luôn nằm trong top-3 và đã vô địch năm 2013.
Mùa giải 2014 Vinales chuyển lên thi đấu thể thức Moto2. Theo yêu cầu của nhà tài trợ thì anh phải đeo số 40. Mùa giải này Vinales giành được 4 chiến thắng, xếp thứ 3 chung cuộc.
Mùa giải 2015 Hãng xe Suzuki quyết định tham gia trở lại thể thức MotoGP và họ đã tuyển mộ Maverick Vinales cùng Aleix Espargaro vào dự án của mình. Vinales-được trở lại với con số 25 quen thuộc-đã ghi điểm ở mọi chặng đua trừ hai chặng phải bỏ cuộc (GP Séc và GP Nhật) và xếp thứ 12 chung cuộc.
Mùa giải 2016:  Vinales có lần đầu lên podium MotoGP ở chặng đua GP Pháp và lần đầu giành chiến thắng MotoGP ở GP Anh. Đó cũng là podium và chiến thắng đầu tiên của đội đua Suzuki kể từ khi đội này trở lại MotoGP. Thành tích giúp cho Vinales vươn lên vị trí thứ 4 khi mùa giải kết thúc.
Mùa giải 2017 Maverick Vinales chuyển sang Yamaha để thay thế Jorge Lorenzo làm đồng đội với Valentino Rossi. Anh đã có màn ra mắt đội đua mới vô cùng ấn tượng bằng hai chiến thắng liên tiếp ngay ở hai chặng đua đầu tiên của mùa giải (là GP Qatar và GP Argentina). Dù bị ngã ở chặng đua thứ 3 -GP Americas nhưng Vinales đã đánh bại đồng đội Rossi để trở lại bục trao thưởng số 1 ở chặng 5-GP Pháp, cộng thêm một lần về nhì ở chặng 6-GP Italia giúp cho Vinales có được vị trí dẫn đầu một cách vững vàng.
Mọi chuyện bắt đầu xấu đi với Vinales từ chặng đua thứ 7 trên sân nhà GP Catalunya nơi anh chỉ xếp thứ 10 và lần bỏ cuộc ở chặng  8- GP Assen. Và cho đến cuối mùa giải Vinales cũng không thể giành thêm một chiến thắng nào nữa, đành chập nhận để cho Marc Marquez và Andrea Dovizioso đẩy xuống vị trí thứ 3 trên BXH khi mùa giải kết thúc.
Mùa giải 2018 Maverick Vinales xếp dưới đồng đội Valentino Rossi trên BXH tổng. Tuy nhiên chính anh chứ không phải Rossi là người đã mang về chiến thắng duy nhất trong mùa cho đội đua Yamaha. Đây là chiến thắng ở chặng đua GP Úc, trong cuộc đua này tay đua được đánh giá cao nhất là Marc Marquez gặp tai nạn phải bỏ cuộc từ rất sớm.
Vinales giành pole ở chặng đua cuối cùng của mùa giải-GP Valencia. Do trong cuộc đua chính có mưa lớn nên cuộc đua phải tạm dừng, Vinales (và cả Marc Marquez) nằm trong số các tay đua bị ngã xe ở race-1 nên không thể tham gia race-2 của cuộc đua.
Mùa giải 2019 Yamaha giới thiệu một tài năng trẻ sáng giá là Fabio Quartararo. Song Maverick Vinales-người đã quyết định đổi số xe sang số 12-vẫn là tay đua duy nhất có thể mang về chiến thắng cho hãng xe này. Anh làm được điều đó hai lần ở TT Hà Lan và GP Malaysia. Vinales cũng có cơ hội chiến thắng ở GP Úc trước khi để bị ngã xe khi đang truy đuổi Marc Márquez.
Đó đều là những chặng đua từ giai đoạn giữa mùa trở đi. Còn ở đầu mùa giải, Vinales thi đấu không quá nổi bật, phải bỏ cuộc 3 lần, trong số đó có vụ tai nạn liên hoàn bắt nguồn từ cú ngã của Jorge Lorenzo ở GP Catalunya.
Mùa giải 2020: Vinales về nhì ở cả hai chặng đua đầu tiên ở trường đua Jerez, chỉ chịu thua Fabio Quartararo. Nhưng cũng giống như Quartararo, Vinales thi đấu không thành công ở các chặng đua còn lại, khi chỉ có một lần lên podium. Đó cũng là chiến thắng duy nhất của anh ở mùa giải này-ở GP Emilia Romagna. Cuối mùa thì Vinales chỉ xếp thứ 6 trên Bảng tổng sắp.
Cũng phải kể đến việc Vinales đã gặp những tai nạn cực kỳ nguy hiểm ở hai chặng đua ở Red Bull Ring. Ở GP Áo thì anh và đồng đội Valentino Rossi suýt bị chiếc xe của Franco Morbidelli văng trúng. Một tuần sau ở GP Styria, chiếc xe Yamaha M1 của Vinales bị hỏng thắng, buộc anh phải nhảy khỏi chiếc xe ở tốc độ cao. Đó cũng là chặng đua duy nhất mà Vinales phải bỏ cuộc ở mùa giải 2020.
Mùa giải MotoGP 2021 Vinales có được chiến thắng ấn tượng ngay ở chặng đua mở màn GP Qatar. Tuy nhiên sau đó anh liên tục có những kết quả không tốt-tệ hại nhất là lần về bét ở GP Đức khiến cho tinh thần của Vinales xuống rất thấp. Điều đó buộc anh phải có những thay đổi để cứu vãn tình hình. Trước GP Catalunya, Vinales đã chia tay kỹ sư riêng của mình. Và sau khi kết thúc chặng đua TT Hà Lan, Vinales và đội đua Yamaha thông báo chấm dứt sớm hợp đồng sau khi mùa giải 2021 kết thúc dù cho Vinales đã giành pole và về nhì ở chặng đua này.
Ở GP Styria, Vinales bị chết máy ở pha xuất phát lại cho nên phải xuất phát từ pitlane. Điều này khiến cho Vinales trở nên rất tiêu cực. Anh đã quyết định không hoàn thành cuộc đua và trút giận lên chiếc xe. Vì hành vi này mà Vinales bị Yamaha cấm thi đấu GP Áo. Sau đó hai bên thống nhất chấm dức hợp đồng ngay lập tức.

## Thống kê thành tích
Tính đến hết chặng đua TT Hà Lan 2021:
| Mùa giải | Thể thức | Xe              | Đội đua                        | Số xe | Race | Win | Podium | Pole | FLap | Pts  | Plcd | WCh |
| -------- | -------- | --------------- | ------------------------------ | ----- | ---- | --- | ------ | ---- | ---- | ---- | ---- | --- |
| 2011     | 125cc    | Aprilia RSA 125 | Blusens by Paris Hilton Racing | 25    | 17   | 4   | 9      | 3    | 3    | 248  | 3rd  | –   |
| 2012     | Moto3    | FTR M312        | Blusens Avintia                | 25    | 15   | 5   | 7      | 5    | 1    | 207  | 3rd  | –   |
| 2013     | Moto3    | KTM RC250GP     | Team Calvo                     | 25    | 17   | 3   | 15     | 2    | 3    | 323  | 1st  | 1   |
| 2014     | Moto2    | Kalex Moto2     | Paginas Amarillas HP 40        | 40    | 18   | 4   | 9      | 1    | 5    | 274  | 3rd  | –   |
| 2015     | MotoGP   | Suzuki GSX-RR   | Team SUZUKI ECSTAR             | 25    | 18   | 0   | 0      | 0    | 0    | 97   | 12th | –   |
| 2016     | MotoGP   | Suzuki GSX-RR   | Team SUZUKI ECSTAR             | 25    | 18   | 1   | 4      | 0    | 2    | 202  | 4th  | –   |
| 2017     | MotoGP   | Yamaha YZR-M1   | Movistar Yamaha MotoGP         | 25    | 18   | 3   | 7      | 5    | 4    | 230  | 3rd  | –   |
| 2018     | MotoGP   | Yamaha YZR-M1   | Movistar Yamaha MotoGP         | 25    | 18   | 1   | 5      | 1    | 2    | 193  | 4th  | –   |
| 2019     | MotoGP   | Yamaha YZR-M1   | Monster Energy Yamaha MotoGP   | 12    | 19   | 2   | 7      | 3    | 1    | 211  | 3rd  | –   |
| 2020     | MotoGP   | Yamaha YZR-M1   | Monster Energy Yamaha MotoGP   | 12    | 14   | 1   | 3      | 3    | 0    | 132  | 6th  | –   |
| 2021     | MotoGP   | Yamaha YZR-M1   | Monster Energy Yamaha MotoGP   | 12    | 9    | 1   | 2      | 1    | 1    | 95*  | 6th* | –   |
| Total    | Total    | Total           | Total                          | Total | 181  | 25  | 68     | 24   | 22   | 2212 |      | 1   |